# David van Weel
David Martijn van Weel (Capelle aan den IJssel, 4 augustus 1976) is een Nederlands politicus voor de Volkspartij voor Vrijheid en Democratie (VVD) en ex-militair. Sinds 2 juli 2024 is hij minister van Justitie en Veiligheid in het kabinet-Schoof. Per 19 juni 2025 werd hij als minister tevens belast met het beheer van het ministerie van Asiel en Migratie. Vanaf 3 juni 2025 was Van Weel na het aftreden van Marjolein Faber al waarnemend minister van Asiel en Migratie.

## Carrière

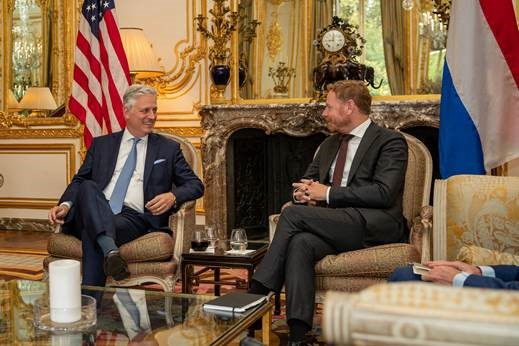
Robert C. O'Brien, veiligheidsadviseur van president Trump, en David van Weel (rechts) in Parijs in 2020.

### Defensie
Van Weel is geboren in Capelle aan den IJssel, groeide op in Rotterdam en ging naar het Erasmiaans Gymnasium. Op 18-jarige leeftijd begon Van Weel een opleiding bij de Koninklijke Marine. Naast zijn werk studeerde Van Weel later geschiedenis aan de Universiteit van Amsterdam.
In 2004 werd hij binnen het ministerie van Defensie beleidsadviseur. Als beleidsmedewerker binnen de Directie Algemene Beleidszaken was hij werkzaam op diverse terreinen, waaronder de missie in Uruzgan, personeelsbeleid, begeleiding van de begrotingsbehandeling, beleid op de inlichtingen en veiligheidsdiensten. De jaren daarna groeide Van Weel door binnen de krijgsmacht. Hij was onder andere van 2012 tot en met 2014 hoofd van het Bureau secretaris-generaal. 
Daarna was Van Weel tot 2016 directeur Internationale Aangelegenheden en Operaties. Hier was hij verantwoordelijk voor het beleid aangaande NAVO, EU, bilaterale en multilaterale verbanden en de beleidsmatige en parlementaire aspecten van militaire operaties.

### Ministerie van Algemene Zaken
Eind augustus 2016 werd bekend dat Van Weel raadadviseur zou worden op het ministerie van Algemene Zaken. Hij behoorde tot de intieme groep adviseurs rondom minister-president Mark Rutte. Van Weel adviseerde over buitenlandse zaken en defensie.

### NAVO
Op 6 augustus 2020 maakte Jens Stoltenberg, secretaris-generaal van de NAVO, bekend dat Van Weel een van zijn assistenten zou worden. Hij werd Assistent Secretary General Emerging Security Challenges. Zijn beleidsterreinen waren onder andere terrorisme, massavernietigingswapens en cyberverdediging. Van Weel volgde per 1 november 2020 de Italiaan Antonio Missiroli op. Op 2 juli 2024 legde hij zijn functie officieel neer.

### Minister van Justitie en Veiligheid
Sinds 2 juli 2024 is Van Weel minister van Justitie en Veiligheid in het kabinet-Schoof namens de VVD. Hij is de opvolger van partijgenoot Dilan Yeşilgöz. 
Op 3 juni 2025 trok de Partij voor de Vrijheid zich terug uit het kabinet-Schoof. Dezelfde dag werd Van Weel benoemd tot waarnemend minister van het ministerie van Asiel en Migratie. Op 19 juni werd hij formeel minister van dit ministerie. Dat van Justitie en Veiligheid hield hij aan. Als minister van Asiel en Immigratie werd hij verantwoordelijk voor in ieder geval aangelegenheden betreffende de asielprocedure en vreemdelingen en IND, asielnoodmaatregelenwet, vreemdelingendetentie, grenstoezicht, terugkeer en vertrek en DT&V en het wetsvoorstel dat ziet op de strafbaarstelling niet meewerken aan terugkeer.

## Persoonlijk
Van Weel is getrouwd en heeft drie kinderen.
- Parlement.com: vme1talatcuv